# Lophoceramica
Lophoceramica is een geslacht van vlinders van de familie uilen (Noctuidae), uit de onderfamilie Hadeninae.

## Soorten
- L. artega Barnes, 1907
- L. pyrrha Druce, 1894